# 塔尔里法特
塔尔里法特是叙利亚西北部阿勒颇省北部的一座城市，位於阿勒颇以北约40（25英里）。根据 2004年的人口普查，當地人口为20,514 人。 
塔尔里法特于2012年被自由叙利亚军攻占，2014年被伊斯兰国攻占，2015年被伊斯蘭陣線攻占。在此期间，塔尔里法特遭到敘利亞政府及其盟友的多次轰炸。 2016年2月16日，俄罗斯空袭並摧毁了塔尔里法特，當地的所有三所医疗机构均被摧毁，随后敘利亞民主力量占领了塔尔里法特。  2024年12月，塔尔里法特又被叙利亚国民军控制。